# Зеда-Ргани
Зеда-Ргани (груз. ზედა რგანი) — село в Грузии, на территории Чиатурского муниципалитета края (мхаре) Имеретия.

## География
Село находится на западе центральной части Грузии, к северу от реки Квирилы, на расстоянии 7 километров к северу от города Чиатура, административного центра муниципалитета. Абсолютная высота — 678 метров над уровнем моря.

## Население
По результатам официальной переписи населения 2014 года, в Зеда-Ргани проживало 182 человека (89 мужчин и 93 женщины). В национальной структуре населения грузины составляли 100 %.
| Год  | Население, человек |
| ---- | ------------------ |
| 2002 | 297                |
| 2014 | ↘ 182              |